# كأس أمريكا الجنوبية 1963
كأس أمريكا الجنوبية 1963 لكرة القدم، عقدت في بوليفيا وفاز بها منتخب بوليفيا، وحل منتخب الباراغواي بالمركز الثاني.

## الترتيب النهائي
1. ↑  مذكور في: مؤسسة إحصاءات وثيقة لرياضة كرة القدم.